# Bad Godesberg
Bad Godesberg is een voormalige stad in de Duitse deelstaat Noordrijn-Westfalen. Sinds 1969 is het een stadsdeel van Bonn. Bad Godesberg ligt aan de linkeroever van de Rijn, tegenover het Zevengebergte, stroomopwaarts ten opzichte van het centrum van Bonn. Bad Godesberg ligt tegen de helling van het Rijndal opgebouwd. Het centrum met het station ligt op enige afstand van, dus hoger gelegen dan, de Rijn.
Na Bad Godesberg verandert de omgeving van de Rijn, stroomafwaarts is het gebied langs de Rijn in het centrum van Bonn al veel vlakker. Aan de overkant is het gebied langs de Rijn ten noorden van het Zevengebergte ook vlakker.

## Geschiedenis

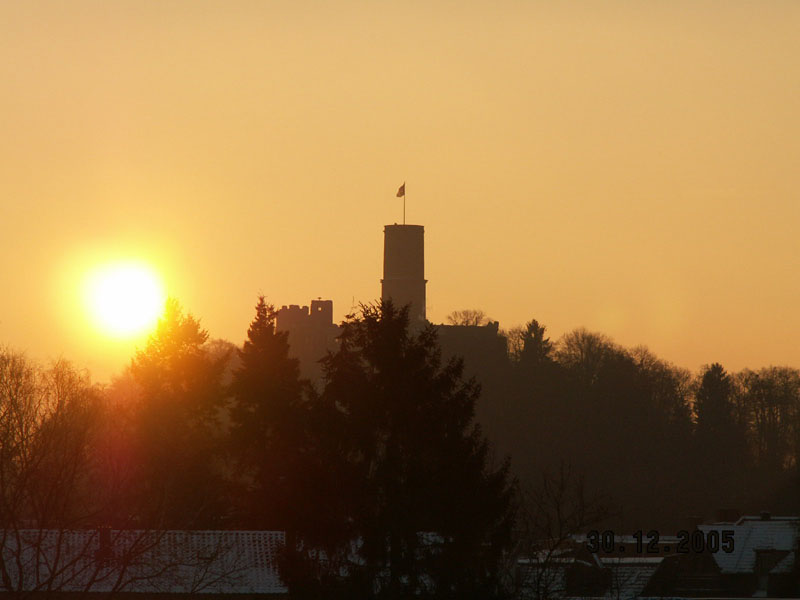
de Godesburg

Op een hoog gelegen plaats ten opzichte van de Rijn staat een middeleeuwse (1210) toren, de Godesburg. Deze werd als vluchtplaats gebruikt. Maximiliaan Frans van Oostenrijk maakte aan het einde van de 18e eeuw van Bad Godesberg een kuuroord. Het station werd op 15 oktober 1855 in gebruik genomen. Dat had het gevolg voor Bad Godesberg dat het als kuuroord belangrijker werd.
Tijdens de Tweede Wereldoorlog werd Bad Godesberg in vergelijking met andere Duitse steden niet zwaar beschadigd. Aan het einde van de Tweede Wereldoorlog, tussen maart en december van 1945, lag er een door de Amerikanen aangelegde pontonbrug over de Rijn, omdat er over een afstand van 250 km geen vaste oeververbinding was. Die werd weer afgebroken om scheepvaart over de Rijn mogelijk te maken.
In de periode dat Bonn de hoofdstad van Duitsland was, van 1949 tot 1990, waren meerdere buitenlandse ambassades gevestigd in Bad Godesberg. Bad Godesberg staat bekend als het chique deel van Bonn. Tussen Bonn en Bad Godesberg is de bebouwing aaneengesloten met veel kantoorgebouwen, waaronder de voormalige gebouwen van de Bondsregering, die door onder andere de Verenigde Naties gebruikt worden, en het hoofdkantoor van Deutsche Post AG.

## Indeling
Binnen het stedelijk hoofddistrict Bad Godesberg liggen de volgende 13 deeldistricten:
- Alt-Godesberg
- Friesdorf
- Godesberg-Nord
- Godesberg-Villenviertel
- Heiderhof
- Hochkreuz
- Lannesdorf
- Mehlem
- Muffendorf
- Pennenfeld
- Plittersdorf
- Rüngsdorf
- Schweinheim

## Zustersteden
- Kortrijk

## Geboren
- Max Cahner i Garcia 1936-2013, Catalaans uitgever, geschiedkundige en politicus
- Klaus Barbie 1913-1991, oorlogsmisdadiger
- Klaus Simon 1949, beeldhouwer
- Johannes B. Kerner 1964, televisiepresentatator
- Birgit Lennartz 1965, atlete
- Juli Zeh 1974, schrijfster
- Alexander Alvaro 1975, Europarlementariër
- Marc Zwiebler 1984, badmintonspeler